# 297 هـ
297 هـ هي سنة في التقويم الهجري امتدت مقابلةً في التقويم الميلادي بين سنتي 909 و910.

## مواليد
- أبو العباس محمد الراضي بالله
- ابن شاهين
- المرزباني

## وفيات
- أبو بكر محمد بن داوود الظاهري
- يقظان بن محمد
- الجنيد البغدادي
- أبوبكر محمد بن داوود الظاهري
- أبو جعفر بن أبي شيبة